# Angela Scoular
Pour les articles homonymes, voir Scoular.
Angela Scoular, née le 8 novembre 1945 à Londres où elle meurt le 11 avril 2011, est une actrice anglaise.

## Biographie
Angela Scoular est du petit groupe d'acteurs à être apparus dans deux James Bond faits par deux différentes sociétés de production, Casino Royale et Au service secret de sa Majesté.
Elle vivait depuis 1977 avec l'acteur et producteur Leslie Phillips, qu'elle épouse en 1982.
Souffrant de dépression et d'anorexie, elle commet une première tentative de suicide en 1992. En mars 2009, il est révélé qu'elle souffre d'un cancer du côlon. Bien que déclarée guérie, elle reste en proie à un trouble bipolaire. Angela Scoular meurt le 11 avril 2011, âgée de 65 ans, après avoir ingéré un liquide de débouchage acide.

## Filmographie

### Cinéma
- 1967 : Casino Royale
- 1967 : La Comtesse de Hong-Kong (A Countess from Hong Kong) de Charlie Chaplin
- 1968 : La Grande Catherine (Great Catherine) de Gordon Flemyng
- 1968 : Trois petits tours et puis s'en vont (Here We Go Round the Mulberry Bush) de Clive Donner
- 1969 : Au service secret de Sa Majesté (On Her Majesty's Secret Service) de Peter Hunt

### Télévision
- 1972 : L'Aventurier (série télévisée) (« The Adventurer ») (épisode Le Rembrandt (Nearly the End of the Picture)
- 1968 : Chapeau melon et bottes de cuir  (The Avengers) Le Document disparu (The Super Secret Cypher Snatch)